# Spilosoma melanosoma
Spilosoma melanosoma är en fjärilsart som beskrevs av George Francis Hampson 1894. Spilosoma melanosoma ingår i släktet Spilosoma och familjen björnspinnare. Inga underarter finns listade i Catalogue of Life.